# 4216 Neunkirchen
4216 Neunkirchen è un asteroide della fascia principale. Scoperto nel 1988, presenta un'orbita caratterizzata da un semiasse maggiore pari a 2,3572478 UA e da un'eccentricità di 0,1703656, inclinata di 4,45999° rispetto all'eclittica.